# Grosse forge de Saint-Denis-sur-Sarthon
La grosse forge est un ancien bâtiment industriel situé à Saint-Denis-sur-Sarthon en France.

## Localisation
Le monument est situé dans le département français de l'Orne, au nord du bourg de Saint-Denis-sur-Sarthon.

## Historique
Le haut-fourneau, les entrepôts de stockage avec leurs arches, les façades et les toitures de la halle à charbon, de la maison du contremaître, du logement des ouvriers, de deux ateliers annexes, de deux bâtiments agricoles sont inscrits au titre des monuments historiques par arrêté du 26 septembre 1990.